# 乌吉密站
乌吉密站，位于黑龙江省尚志市乌吉密乡，是滨绥铁路沿线车站。距哈尔滨站131公里，绥芬河站417公里。建于1899年。现隶属哈尔滨铁路局管辖，为四等站。
1. ↑  Мелихов Г.В.  (PDF). Русский путь. 2003  [2022-06-24]. （原始内容存档 (PDF)于2022-04-03）.